# Puimichel
Puimichel es una comuna francesa situada en el departamento de Alpes de Alta Provenza, en la región de Provenza-Alpes-Costa Azul.

## Demografía
| 152 | 161 | 147 | 194 | 203 | 237 | 254 |
| Para los censos de 1962 a 1999 la población legal corresponde a la población sin duplicidades (Fuente: INSEE [Consultar]) |     |     |     |     |     |     |